# Theodor Kotulla
Theodor Kotulla (Chorzów, 20 agosto 1928 – Monaco di Baviera, 20 ottobre 2001) è stato un regista polacco.
Ha fra l'altro diretto in televisione nel 1981 una miniserie tedesca intitolata Il caso Maurizius, ispirata al romanzo omonimo del 1928 di Jakob Wassermann.
Sul medesimo argomento era già stato girato nel 1961 lo sceneggiato televisivo RAI con lo stesso titolo, Il caso Maurizius, diretto da Anton Giulio Majano.